# Futur Unit
El Futur Unit Nova Zelanda (en anglès: United Future) fou un partit polític centrista neozelandès. El partit començà com un partit conservador però es va convertir en centrista.
Va ser fundat el 2000. El partit va obtenir escons a la Cambra de Representants des de les eleccions de 2002 quan aquest en guanyà vuit. Tanmateix, des del 2011 el partit només va mantenir un escó, ocupat pel llavors líder Peter Dunne i juntament amb el Partit Nacional, el Partit Maori i ACT Nova Zelanda formà part del govern neozelandès després de les eleccions generals neozelandeses de 2014.
El partit es va donar de baixa formalment el 28 de febrer de 2018.

## Resultats electorals
| Any  | Vots    | %    | Escons  | +/- | Govern            |
| ---- | ------- | ---- | ------- | --- | ----------------- |
| 2002 | 135.918 | 6,69 | 8 / 120 | Nou | Suport extern     |
| 2005 | 60.860  | 2,67 | 3 / 121 | 5   | Suport extern     |
| 2008 | 20.497  | 0,87 | 1 / 122 | 2   | Suport extern     |
| 2011 | 13.443  | 0,60 | 1 / 121 | =   | Suport extern     |
| 2014 | 4,533   | 0.22 | 1 / 121 | =   | Suport extern     |
| 2017 | 1,782   | 0.07 | 0 / 120 | 1   | Extraparlamentari |

## Líders
|   | Líder        | Imatge      | Inici              | Final                  |
| - | ------------ | ----------- | ------------------ | ---------------------- |
| 1 | Peter Dunne  | Peter Dunne | 2000               | 23 d'agost de 2017     |
| 2 | Damian Light |             | 23 d'agost de 2017 | 14 de novembre de 2017 |